# Pethia stoliczkana
Pethia stoliczkana (Day, 1871) è un pesce osseo d'acqua dolce appartenente alla famiglia Cyprinidae.

## Distribuzione e habitat
Si trova nel corso superiore dei fiumi del bacino del Mekong (negli stati di Birmania, Laos e Thailandia), del Salween, dell'Irrawaddy e del Chao Phraya.

## Descrizione
Non sono presenti barbigli. Sono presenti due macchie nere allungate in senso verticale: una dietro l'opercolo e una sul peduncolo caudale. Il maschio nel periodo riproduttivo ha la pinna dorsale di colore rosso con bordo nero e due file di punti scuri.

## Acquariofilia
Allevato in acquariofilia.

## Conservazione
Non sono note cause di minaccia. La specie è comune in gran parte dell'areale. Per questi motivi la IUCN non considera minacciata Pethia stoliczkana.